# Фирцулеску, Драгош
Драгош Фирцулеску (рум. Dragoș Firțulescu; 15 мая 1989, Крайова, Румыния) — румынский футболист, полузащитник  клуба «Астра».

## Карьера
Профессиональную карьеру начал в сезоне 2005/06 в клубе второй румынской лиги «Университатя» (Крайова), за который сыграл 5 матчей и стал победителем лиги. В высшей лиге дебютировал 20 мая 2007 года, выйдя на замену на 90-й минуте вместо Валериана Гырлэ. Сезон 2007/08 провёл в аренде в клубе второй лиги «Каракал». В следующем сезоне на полгода был отдан в аренду в команду «Жиул», но не провёл за неё ни одного матча. Летом 2011 года подписал контракт с кипрским клубом «Алки», за который сыграл 6 матчей и забил 1 гол в чемпионате Кипра, но уже зимой 2012 года перешёл в румынский «Тыргу-Муреш». После возвращения в Румынию сменил множество команд различных лиг, но лишь в одной из них провёл более одного года, также отыграл полгода за венгерский клуб «Капошвар». Летом 2017 года подписал контракт с болгарским клубом «Берое». 15 января 2019 года перешёл в другой болгарский клуб «Дунав».